# Łyżwiarstwo figurowe na Zimowych Igrzyskach Olimpijskich 1932
Łyżwiarstwo figurowe na Zimowych Igrzyskach Olimpijskich 1932 – jedna z dyscyplin rozgrywanych podczas igrzysk w dniach 8–10 lutego 1932 w Lake Placid, w Stanach Zjednoczonych. Zawody odbyły się w trzech konkurencjach: solistów, solistek, par sportowych.

## Medaliści
| Konkurencja   | Złoto                         | Srebro                            | Brąz                           |
| Soliści       | Karl Schäfer                  | Gillis Grafström                  | Montgomery Wilson              |
| Solistki      | Sonja Henie                   | Fritzi Burger                     | Maribel Vinson                 |
| Pary sportowe | Andrée Brunet / Pierre Brunet | Beatrix Loughran / Sherwin Badger | Emília Rotter / László Szollás |

## Klasyfikacja medalowa
| Miejsce | Państwo           | złoto | srebro | brąz | Łącznie |
| ------- | ----------------- | ----- | ------ | ---- | ------- |
| 1       | Austria           | 1     | 1      | 0    | 2       |
| 2       | Francja           | 1     | 0      | 0    | 1       |
| 2       | Norwegia          | 1     | 0      | 0    | 1       |
| 4       | Stany Zjednoczone | 0     | 1      | 1    | 2       |
| 5       | Szwecja           | 0     | 1      | 0    | 1       |
| 6       | Kanada            | 0     | 0      | 1    | 1       |
| 6       | Węgry             | 0     | 0      | 1    | 1       |

## Wyniki

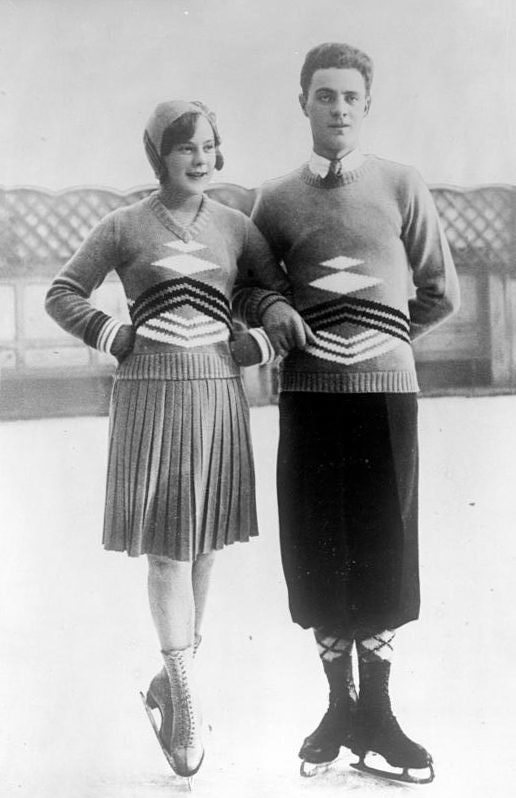
Mistrzowie olimpijscy Norweżka Sonja Henie i Austriak Karl Schäfer na treningu przed zawodami olimpijskimi

### Soliści
| Poz. | Zawodnik          | Reprezentacja       | Punkty | Miejsca | CF | FS |
| ---- | ----------------- | ------------------- | ------ | ------- | -- | -- |
| 01 ! | Karl Schäfer      | Austria             | 2602,0 | 9       | 1  | 1  |
| 02 ! | Gillis Grafström  | Szwecja             | 2514,5 | 13      | 2  | 2  |
| 03 ! | Montgomery Wilson | Kanada              | 2448,3 | 24      | 3  | 3  |
| 4    | Marcus Nikkanen   | Finlandia           | 2420,1 | 28      | 4  | 4  |
| 5    | Ernst Baier       | Republika Weimarska | 2334,8 | 35      | 6  | 5  |
| 6    | Roger Turner      | Stany Zjednoczone   | 2297,6 | 40      | 5  | 6  |
| 7    | J. Lester Madden  | Stany Zjednoczone   | 2049,6 | 52      | 8  | 7  |
| 8    | Gail Borden       | Stany Zjednoczone   | 2110,8 | 54      | 7  | 9  |
| 9    | Kazuyoshi Oimatsu | Japonia             | 1978,6 | 67      | 10 | 8  |
| 10   | Walter Langer     | Czechosłowacja      | 1964,3 | 70      | 9  | 11 |
| 11   | William Nagle     | Stany Zjednoczone   | 1884,8 | 77      | 12 | 10 |
| 12   | Ryuichi Obitani   | Japonia             | 1856,7 | 79      | 11 | 12 |

### Solistki
| Poz. | Zawodniczka             | Reprezentacja     | Punkty | Miejsca | CF | FS |
| ---- | ----------------------- | ----------------- | ------ | ------- | -- | -- |
| 01 ! | Sonja Henie             | Norwegia          | 2302,5 | 7       | 1  | 1  |
| 02 ! | Fritzi Burger           | Austria           | 2167,1 | 18      | 2  | 2  |
| 03 ! | Maribel Vinson          | Stany Zjednoczone | 2158,8 | 23      | 3  | 3  |
| 4    | Constance Wilson-Samuel | Kanada            | 2129,5 | 28      | 4  | 5  |
| 5    | Vivi-Anne Hultén        | Szwecja           | 2129,5 | 29      | 5  | 4  |
| 6    | Yvonne de Ligne         | Belgia            | 1942,5 | 45      | 6  | 6  |
| 7    | Megan Taylor            | Wielka Brytania   | 1911,8 | 55      | 7  | 7  |
| 8    | Cecilia Colledge        | Wielka Brytania   | 1851,6 | 64      | 8  | 10 |
| 9    | Mollie Phillips         | Wielka Brytania   | 1864,7 | 63      | 9  | 9  |
| 10   | Joan Dix                | Wielka Brytania   | 1833,6 | 75      | 11 | 11 |
| 11   | Margaret Bennett        | Stany Zjednoczone | 1826,8 | 75      | 12 | 8  |
| 12   | Suzanne Davis           | Stany Zjednoczone | 1780,4 | 83      | 10 | 14 |
| 13   | Elizabeth Fisher        | Kanada            | 1801,0 | 82      | 13 | 12 |
| 14   | Louise Weigel           | Stany Zjednoczone | 1711,6 | 92      | 14 | 13 |
| 15   | Mary Littlejohn         | Kanada            | 1711,6 | 101     | 15 | 15 |

### Pary sportowe
| Poz. | Zawodnicy                                   | Reprezentacja     | Punkty | Miejsca |
| ---- | ------------------------------------------- | ----------------- | ------ | ------- |
| 01 ! | Andrée Brunet / Pierre Brunet               | Francja           | 76,7   | 12      |
| 02 ! | Beatrix Loughran / Sherwin Badger           | Stany Zjednoczone | 77,5   | 16      |
| 03 ! | Emília Rotter / László Szollás              | Węgry             | 76,4   | 20      |
| 4    | Olga Orgonista / Sándor Szalay              | Węgry             | 72,2   | 28      |
| 5    | Constance Wilson-Samuel / Montgomery Wilson | Kanada            | 69,6   | 35      |
| 6    | Chauncy Bangs / Frances Claudet             | Kanada            | 68,9   | 36      |
| 7    | Gertrude Meredith / Joseph Savage           | Stany Zjednoczone | 59,8   | 49      |